# Märket

Przebieg granicy na wyspie

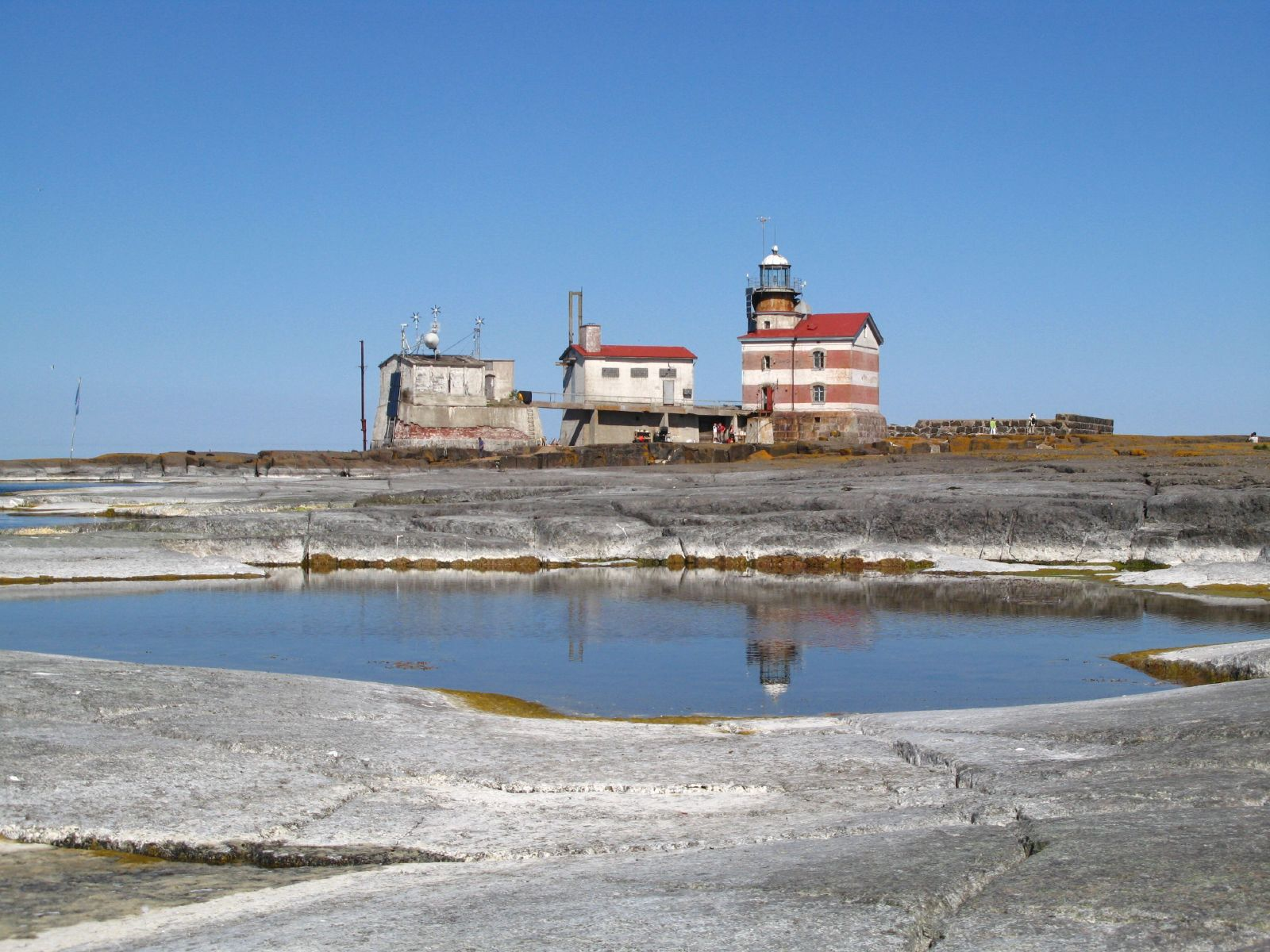
Budynki na wyspie

Märket (wym. [ˈmæ̂rːkɛt]) – niezamieszkana, skalista wyspa w archipelagu Wysp Alandzkich, położona w cieśninie Kvarken Południowy. Wyspa rozdzielona jest szwedzko-fińską granicą państwową. Wschodnia część wyspy należy do fińskiej prowincji autonomicznej Wyspy Alandzkie, zaś fragment wyspy należący do Szwecji administracyjnie podzielony jest między dwie jednostki: gminę Norrtälje w regionie Sztokholm oraz gminę Östhammar w regionie Uppsala. 
Zachodni kraniec wyspy jest zarazem najdalej na zachód położonym punktem wspomnianego archipelagu. Na wyspie znajduje się także punkt, który jest najbardziej wysuniętym na zachód punktem całej Finlandii. Ponadto wyspa jest najmniejszą morską wyspą na świecie, której terytorium podzielono pomiędzy co najmniej dwa państwa. 
Märket jest wyspą o długości około 300 metrów, szerokości około 100 metrów, wznoszącą się około 4 metry ponad poziom morza. Na wyspie stwierdzono występowanie ponad 20 gatunków roślin, głównie słonolubnych, między innymi: kostrzewę trzcinową, kostrzewę czerwoną, sit dwudzielny, mozgę trzcinowatą, trzcinę pospolitą, wiechlinę łąkową, muchotrzew solniskowy, jaskier ostry, szczaw kędzierzawy, podbiał pospolity, rozchodnik ostry, a nawet wierzbę iwę.
Rosyjsko-szwedzki pokój we Fredrikshamn z 1809 stanowił między innymi o przekazaniu Wysp Alandzkich Rosji. Demarkacja granicy w 1811 roku spowodowała podział terytorium wyspy Märket pomiędzy dwa wspomniane państwa, a fakt ten potwierdzały kolejne porozumienia. Granica ma przebiegać dokładnie w połowie odległości pomiędzy stałym lądem Szwecji i główną wyspą w archipelagu Wysp Alandzkich. W 1885 Rosjanie wystawili na wyspie wysoką na 14,3 m latarnię morską, na której szczyt prowadzi 80 schodów. Budynek stanął na terytorium szwedzkim, bo wybrano najwyższy punkt nie bacząc na formalny przebieg linii granicznej. Nie stwarzało to żadnego problemu, ponieważ latarnia służyła obydwu stronom. Od końca lat 70. XX stulecia latarnia jest zautomatyzowna i wyposażona w kamerę pozwalającą na obserwację rejonu przez straż graniczną Finlandii. Ostatnia demarkacja granicy państwowej miała miejsce w 1981, ale zostało to zatwierdzone dopiero w 1985. Przebieg granicy przypomina obecnie literę Z. Wskutek przyjętego rozwiązania, latarnia znajduje się obecnie po fińskiej stronie, podobnie jak towarzyszące jej budynki warsztatowe i agregat prądotwórczy. W 2006 dokonano nowych pomiarów geodezyjnych, ale granicy nie korygowano pomimo podnoszenia się całego archipelagu. Zabudowania pozbawione opieki i wystawione na działanie warunków atmosferycznych i morza niszczeją w szybkim tempie. Poczta Wysp Alandzkich wyemitowała dwa znaczki pocztowe, przedstawiające budynki na wyspie. Dochód ze sprzedaży znaczków ma być przeznaczony na ratowanie niszczejących zabudowań.